# Fahéjbegyű rigótirannusz
A fahéjbegyű rigótirannusz (Ochthoeca cinnamomeiventris) a madarak osztályának a verébalakúak (Passeriformes) rendjébe és a királygébicsfélék (Tyrannidae) családjába tartozó faj.

## Rendszerezése
A fajt Frédéric de Lafresnaye francia ornitológus írta le 1843-ban, a Muscicapa nembe Muscicapa cinnamomeiventris néven.

## Alfajai
- Ochthoeca cinnamomeiventris angustifasciata Chapman, 1926
- Ochthoeca cinnamomeiventris cinnamomeiventris (Lafresnaye, 1843)
- Ochthoeca cinnamomeiventris nigrita[2] P. L. Sclater & Salvin, 1871 vagy Ochthoeca nigrita[1]
- Ochthoeca cinnamomeiventris thoracica[2] Taczanowski, 1874 vagy Ochthoeca thoracica[1]

## Előfordulása
Dél-Amerikában, Ecuador, Kolumbia, Peru és Venezuela területén honos. A természetes élőhelye szubtrópusi és trópusi hegyi esőerdők, folyók és patakok környéke, valamint erősen leromlott egykori erdők. Állandó, nem vonuló faj.

## Megjelenése
Testhosszúsága 12–13 centiméter, testtömege 11–13 gramm. Feje kékesszürke, szemöldöksávja fehér és rövid, csőre fekete. Zömök felépítésű madár, begyén a tollai fahéj színűek.

## Életmódja
Rovarokkal táplálkozik.

## Szaporodása
Vízközeli sziklákra építi csésze alakú fészkét.

## Természetvédelmi helyzete
Az elterjedési területe nagy, egyedszáma pedig stabil. A Természetvédelmi Világszövetség Vörös listáján nem fenyegetett fajként szerepel.